# Kōnstantinos Kollias
Kōnstantinos Kollias (Κωνσταντίνος Κόλλιας; 1901 – 13 luglio 1998) è stato un politico e magistrato greco, ex procuratore generale.

## Biografia
Era magistrato dell'Areios Pagos, la più alta corte di giustizia dell'ordinamento greco.
Fu Primo ministro all'inizio dell'era della giunta militare che governò la Grecia a partire dal golpe contro il governo di Panagiōtīs Kanellopoulos del 21 aprile 1967 che portò alla dittatura dei colonnelli.
Unico civile della giunta, dopo il fallito controgolpe del re Costantino II del 13 dicembre 1967, da cui era stato indicato, Kollias venne sostituito dallo stesso leader della giunta Geōrgios Papadopoulos.